# ポニー (ショッピングセンター)
井原ショッピングセンターポニー（いばらショッピングセンターポニー、英略称・PONY）は、かつて存在した岡山県井原市のショッピングセンター。井原市内の小売業者でつくる井原新商店街協同組合（2010年破産）が1975年から2010年まで運営した。

## 概要
1975年、地場業者の共同店舗化による大規模スーパーとして、井原市内の各種小売業者が井原新商店街協同組合を組織して井原市井原町41番地に建設した「井原新商店街協同組合ビル」に開店したショッピングセンターである。
5階建て延べ床面積約4100平方メートル、敷地面積約2800平方メートルの商業施設で、国鉄井原線として建設中の井原駅と井原バスセンター（旧井笠鉄道井原駅）の間に新たに整備された井原中央交差点に面して立地した。市内初のエスカレーターを備えたビルには協同組合の加盟各店がテナントとして出店し、レストランが営業したほか、屋上では夏季にビアガーデンが設けられるなどして好調な経営を続けたものの、1990年代にかけて郊外型スーパーの進出が相次いだ影響で急速に業績が悪化し、1997年に閉店した。
このため新たに広島県のスーパーマーケットチェーン「フレスタ」（フレスタ井原店）が核テナントとして出店したほか、旧医師会館の老朽化にともない井原医師会がビル内に移転し事務局を置いた。しかしフレスタ井原店は2004年に閉店し、井原新商店街協同組合は2010年8月に破産した。
ビルは残存テナントが撤退した2012年に閉鎖されたのち、競売を経て2014年に解体され、跡地に同年11月、なかやま牧場（広島県福山市）が運営するスーパー「ハート井原店」が開店した。

## その他
井原市とその周辺を作品舞台のモチーフとして2024年から連載している天野茶玖の連作漫画『サボタージュ・サマー』（芳文社）において、「ポのスーパー」として作中に登場する。